# Великие каппадокийцы
Великие каппадоки́йцы — собирательное название отцов Церкви второй половины IV века, завершивших формально-диалектическую обработку церковного догмата Святой Троицы. К их числу обычно относят земляков и сподвижников, происходивших из Каппадокии: Василия Великого (ок. 330—379), Григория Богослова (ок. 325—389) и Григория Нисского (ок. 335 — после 394), а также иногда Амфилохия Иконийского, с их друзьями и единомышленниками, географически близкими и отдалёнными. Память Василия Великого и Григория Богослова совершается Восточной Церковью, кроме их особых дней памяти, в день празднования Собора трёх святителей — 30 января (12 февраля).

## Личности Великих каппадокийцев и значение их богословия
| |  |  |
| Василий Великий. Часть иконы работы Феофана Грека из иконостаса Благовещенского собора Московского кремля. 1405? Григорий Богослов. Часть росписи монастыря Симонопетра на Афоне. Григорий Нисский. Икона из монастыря Святого Николая Анапавсаса, Метеора |  |  |

Великие каппадокийцы происходили из знатных и богатых христианских семей и получили высшее на то время образование (Афинская Академия). Так, Василий Великий, став архиепископом Кесарии Каппадокийской и нуждаясь для борьбы с арианством в Каппадокии в верных ему хорепископах, уговорил стать епископами своего брата Григория (епископ Нисский с 371 года) и близкого друга, Григория Богослова (епископ Сасимский с 372 года).
Главная заслуга отцов-каппадокийцев — разработка догмата о Троице и его утверждение на Втором вселенском соборе (381 г.). Они внесли значимый вклад в христианское богословие и философскую терминологию, строго разграничив понятия «сущности» и «ипостаси» Бога. Василий Великий определил их различие как между общим и частным. Согласно учению каппадокийцев, сущность Божества и её отличительные свойства (неначинаемость бытия и Божеское достоинство) принадлежат всем трём ипостасям одинаково.
Кроме этого, каппадокийцы (прежде всего Григорий Нисский и Григорий Богослов) отождествили понятия «ипостась» и «лицо» (до них понятие «лицо» в богословии и философии было описательным, им могли называть маску актёра или юридическую роль, которую выполнял человек).
Другим достижением каппадокийских отцов считается оцерковление монашества. Василий Великий вместе с Григорием Богословом осуществили написание двух редакций (пространной и краткой) «Монашеских правил», а Григорий Нисский дал мистическое объяснение монашества[где?].
В работе О. М. Каллахана «Греческая философия и каппадокийская космология» констатируется, что каппадокийцами были заложены основы космологических представлений Средневековья.

## Учение каппадокийцев о Троице
В IV веке христианская Церковь вела идейную борьбу против ариан и македониан.Арий учил, что Отец есть единый истинный Бог, а Сын был сотворен Отцом «из не сущего». В ходе противостояния Василий Великий, Григорий Богослов и Григорий Нисский в своих трудах изложили учение о Троице, согласно которому Бог един по существу и троичен в Лицах, то есть что Бог Отец, Бог Слово (Бог Сын) и Бог Святой Дух суть три лица́ (ипостаси) одной сущности (греч. οὐσία) — Бога.
Бог Отец есть единственное начало (греч. ἀρχὴ) или единственный источник (πηγή) всего сущего, в том числе Слова и Святого Духа, о чём Аврелий Августин писал так:

В самом деле, Он (Святой Дух) не обязан тем, что Он есть, никому, кроме Отца, «из Которого все» (Рим. 11:36), чтобы нам не ввести двух безначальных начал (principia sine principio), что в высшей степени ложно и нелепо и свойственно не вселенской вере, но ошибочному мнению некоторых еретиков.

Бог Слово и Бог Святой Дух имеют вечное начало: Бога Отца. Бог Слово вечно «рождается» только из Отца, а Святой Дух вечно «исходит» только из Отца, как из единственного начала. «Рождение» и «исхождение» — два разных термина, не тождественных друг другу. Если они обозначают одно и то же, то получается, что у Бога Отца два сына: Бог Слово и Бог Святый Дух. Но у Бога Отца только один Сын: Бог Слово.

## Второй Вселенский собор
Учение Великих Каппадокийцев было принято на Втором Вселенском соборе, оно было изложено в Никео-Цареградском Символе веры в 381 году, который с V по XI век был общим вероучительным определением для всей Церкви, на Вселенских и поместных соборах он читался греческими и латинскими отцами как догматическая и неизменная формула — и на греческом, и на латинском языках.
Учение, принятое на Втором Вселенском соборе, подтверждено на последующих Вселенских и поместных соборах. Так, на самом многочисленном Четвёртом Вселенском соборе, после того как был прочитан Символ веры Второго Вселенского собора вместе с догматом Халкидона, все епископы единодушно подтвердили:
Это вера отцев. Митрополиты пусть подпишут тотчас, пусть немедленно подпишут в присутствии самих сановников, хорошо определённое пусть не подвергается отсрочке. Это вера апостольская. С ней все мы согласны. Все так мудрствуем.